# Megophrys palpebralespinosa
Espèce
Synonymes
- Xenophrys palpebralespinosa (Bourret, 1937)

Statut de conservation UICN

 LC  : Préoccupation mineure
Megophrys palpebralespinosa est une espèce d'amphibiens de la famille des Megophryidae.

## Répartition
Cette espèce est endémique du Sud-Est de l'Asie. Elle se rencontre entre 600 et 1 800 m d'altitude, :
- dans le nord du Viêt Nam ;
- dans le nord du Laos dans la province de Phongsaly ;
- en République populaire de Chine dans le sud de la province du Yunnan et dans l'ouest de la province du Guangxi.

## Publication originale
- Bourret, 1937 : Notes herpétologiques sur l'Indochine française. XIV. Les batraciens de la collection du Laboratoire des Sciences Naturelles de l'Université. Descriptions de quinze espèces ou variétés nouvelles. Annexe Bulletin de l'Institut public Hanoï, p. 5-56.